# 二朮湯
二朮湯(にじゅつとう)は、漢方薬の一つ。水毒による腕や肩の痛み、しびれを和らげる効果があり、主に五十肩に用いられる。白朮と蒼朮の両方を含むことからこの名がある。明の時代に著された『万病回春』を出典とする。

## 構成生薬
- 蒼朮 1.5～3
- 白朮 1.5～2.5
- 茯苓 1.5～2.5
- 黄芩 1.5～2.5
- 半夏 2～4
- 香附子 1.5～2.5
- 陳皮 1.5～2.5
- 威霊仙 1.5～2.5
- 天南星 1.5～2.5
- 羌活 1.5～2.5
- 生姜 0.6～1
- 甘草 1～1.5

## 副作用
甘草が含まれていることから、まれに偽性アルドステロン症が生じることがある。ほかに間質性肺炎と肝障害が報告されている。